# تشارلز هربرت ليتل
تشارلز هربرت ليتل هو عسكري كندي، ولد في 11 ديسمبر 1907، وتوفي في 10 يناير 2004.